# Comfort Cove-Newstead
Comfort Cove-Newstead is een gemeente (town) in de Canadese provincie Newfoundland en Labrador.

## Geschiedenis
In 1967 werd Comfort Cove-Newstead een gemeente met de status van local government community (LGC). In 1980 werden LGC's op basis van de Municipalities Act als bestuursvorm afgeschaft. De gemeente werd daarop automatisch een community om een aantal jaren later uiteindelijk een town te worden.

## Geografie
De gemeente ligt aan de Bay of Exploits in het noorden van het eiland Newfoundland en maakt deel uit van de Kittiwake Coast. Het grondgebied van Comfort Cove-Newstead beslaat het merendeel van een 15 km lang schiereiland dat tussen Campbellton en Baytona gelegen is. De hoofdplaats is Comfort Cove, een dorp dat in het zuiden vergroeid is met de iets kleinere plaats Newstead.

## Demografie
Demografisch gezien is Comfort Cove-Newstead, net zoals de meeste kleine gemeenten op Newfoundland, aan het krimpen. Tussen 1991 en 2021 daalde de bevolkingsomvang van 625 naar 345. Dat komt neer op een daling van 280 inwoners (-44,8%) in dertig jaar tijd.
| Demografische ontwikkeling van Comfort Cove-Newstead tussen 1991 en 2021 |
| ------------------------------------------------------------------------ |
|                                                                          |
| Bron: Statistics Canada (1991–1996, 2001–2006, 2011–2016, 2021)          |

## Zie ook

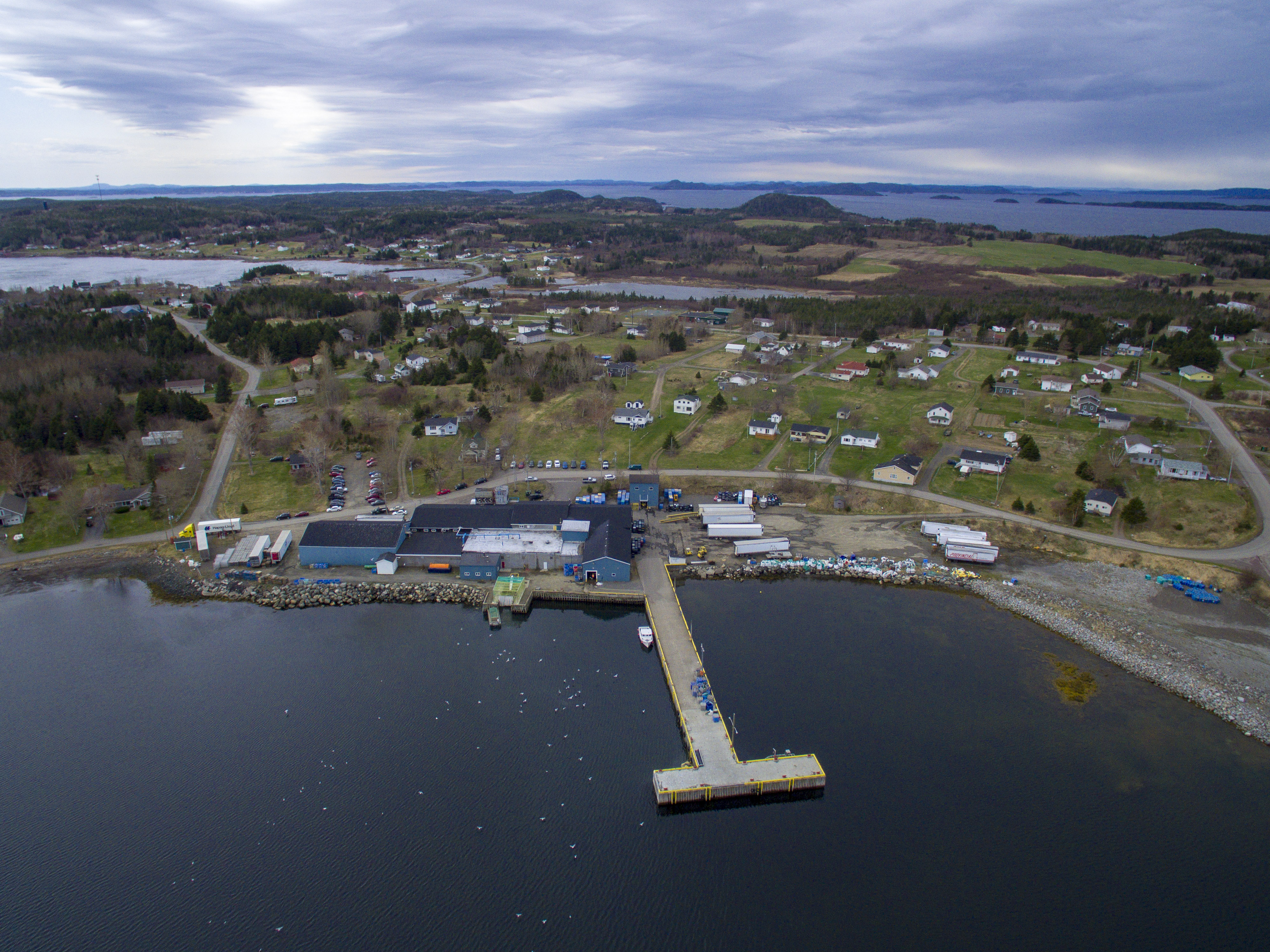
Luchtbeeld van de visverwerkingsfabriek, de belangrijkste werkgever van de gemeente